# 杨天乐
杨天乐（1932年—），男，上海人，中国体育医学专家，曾任国家体委医学研究所所长，第八、九届全国政协委员。